# 돌고래 알파
《돌고래 알파》(영어: The Day of the Dolphin)는 미국에서 제작된 마이크 니컬스 감독의 1973년 SF 스릴러 영화이다. 조지 C. 스콧 등이 출연하였고, 로버트 E. 럴리아 등이 제작에 참여하였다.

## 출연진
- 조지 C. 스콧
- 트리시 밴더비어
- 폴 소비노
- 프리츠 위버
- 존 코키스
- 에드워드 허먼
- 레슬리 찰슨
- 존 데이비드 카슨
- 빅토리아 러시모
- 존 데이너
- 세번 다든
- 윌리엄 로릭
- 엘리자베스 윌슨
- 필리스 데이비스

## 기타 제작진
- 협력 제작: 딕 버크마이어
- 배역: 앨런 셰인
- 미술: 리처드 실버트
- 의상: 앤시아 실버트

## 같이 보기
- 올카 (영화)